# Multidrug-Resistance-Protein 1
Das Multidrug-Resistance-Protein 1 (MDR1) (auch: PGP-Pumpe wobei PGP für permeability glycoprotein steht) ist ein Protein in der Zellmembran der Zellen von Tieren, Pilzen und Bakterien. Es bildet einen aktiven Transporter, der unter ATP-Verbrauch zelltoxische Stoffe aus der Zelle pumpt. MDR1 gehört zur Familie der in Eukaryoten und Bakterien vorkommenden Multidrug Resistance-Related Proteine, die wiederum Klasse B der ABC-Transporter ausmachen. Beim Menschen wird das Protein in Leber, Nieren, Dünndarm und Gehirn exprimiert. Mutationen im ABCB1-Gen können zu erhöhter Anfälligkeit für Typ 13 der chronisch-entzündlichen Darmerkrankungen (IBD13) führen.
Die PGP-Pumpe hat folgende Auswirkungen:
1. Zytostatika werden durch die PGP-Pumpe aus der Tumorzelle ausgeschleust
2. Antibiotika werden durch die PGP-Pumpe aus dem Bakterium ausgeschleust
3. Neurotoxine werden durch die PGP-Pumpe aus den Gehirnzellen über die Blut-Hirn-Schranke in den Blutkreislauf zur metabolischen Entsorgung ausgeschleust (siehe Loperamid).
4. Arzneimittel können bei oraler Applikation auf Grund der Affinität zu MDR1 eine verminderte Bioverfügbarkeit aufweisen.[3]

In den ersten beiden Fällen ist die PGP-Pumpe extrem unerwünscht. Es gibt bereits Forschungserfolge darin, Mittel zu finden, um die PGP-Pumpe selektiv zu deaktivieren. Dazu gehören unter anderem altbekannte Arzneistoffe wie Verapamil oder neue Arzneistoffe wie Elacridar.
Man versucht z. B. Wirkstoffe an monoklonale Antikörper (mAK) zu koppeln und damit gezielt zu Tumorzellen zu dirigieren. Der Antikörper bindet an Oberflächen-Rezeptoren, die dann von der Zelle internalisiert (aufgenommen) werden. In der Zelle wird der Wirkstoff vom Antikörper abgespalten und entfaltet seine Wirkung. In diesem Fall kann die PGP-Pumpe umgangen werden. Ein anderer Ansatz ist es, die Expression der Effluxpumpe zu unterbinden.
Die PGP-Pumpe wird unter anderem durch folgende Arzneistoffe gehemmt:
- Amiodaron
- Azithromycin
- Captopril
- Clarithromycin
- Ciclosporin
- Piperin
- Quercetin
- Chinidin
- Chinin
- Reserpin
- Ritonavir
- Tariquidar
- Verapamil